# 津島雄二
津島雄二（1930年1月24日—2023年10月25日）是日本政治家。

## 生平
前大藏省官僚、外交官。曾任日本駐法國大使館一等秘書、厚生政務次官、運輸政務次官、厚生大臣（第二次海部內閣、第二次森內閣）以及自由民主党主要派系津島派的会長，共當選11屆眾議院議員。岳父是作家太宰治。